# Філіоара
Філіоара (рум. Filioara) — село у повіті Нямц в Румунії. Входить до складу комуни Агапія.
Село розташоване на відстані 303 км на північ від Бухареста, 26 км на північ від П'ятра-Нямца, 99 км на захід від Ясс.

## Населення
За даними перепису населення 2002 року у селі проживали 1093 особи, усі — румуни. Усі жителі села рідною мовою назвали румунську.